# سپردن کلید
سپردن کلید (که با نام سیستم رمزنگاری "عادلانه" نیز شناخته می‌شود) چیدمانی است که در آن، کلیدهای مورد نیاز برای رمزگشایی داده رمزنگاری‌شده، در حالت ذخیره، نگهداری می‌شوند تا در شرایط ویژه‌ای، یک شخص ثالث به آنها دسترسی داشته باشد. این شخص ثالث می‌تواند یک شرکت باشد که می‌خواهد به ارتباطات خصوصی یک کارمند، دسترسی داشته باشد یا حکومت یک کشور باشد که تمایل داشته باشد از درونمایه ارتباطات رمزنگاری‌شده مردم، آگاهی پیدا کند.

## مشکلات فنی
در بحث سپردن کلید، مشکل فنی، یک مسئله عمدتاً ساختاری است. زیرا دسترسی به اطلاعات حفاظت‌شده، تنها باید برای گیرنده زیر نظر و دستکم، یک شخص ثالث ممکن باشد. دسترسی شخص ثالث باید به‌دقت کنترل شود. برای نمونه باید با حکم دادگاه یا دستور یک رئیس باشد. تاکنون هیچ سامانه‌ای طراحی نشده که ارائه اینگونه دسترسی را به‌طور کامل، تنها بر پایه امور فنی فراهم کند. همچنین همه سامانه‌های پیشنهادی، نیاز به عملکرد درست برخی پیوندهای اجتماعی دارند. نمونه آن روند درخواست دسترسی، بررسی «قانونی بودن» درخواست (مانند نظر دادگاه)، و دادن دسترسی از سوی کارکنان فنی کنترل‌کننده سطح دسترسی است. از دید امنیت طراحی سامانه، همه این پیوندهای اجتماعی/کنترل‌ها مشکل جدی ایجاد می‌کنند. سامانه‌هایی که نتوان کلید آنها را به آسانی تغییر داد، تا اندازه زیادی آسیب‌پذیر انگاشته می‌شوند. زیرا انتشار ناخواسته کلید باعث به خطر افتادن شمار زیادی از دستگاه‌ها می‌انجامد و نیاز به تغییر فوری کلید یا جایگزینی سامانه دارد.

## سطح ملی
در سطح ملی، در بسیاری از کشورها به خاطر بی‌اعتمادی فنی به امنیت چیدمان سپارش (به دلیل پیشینه طولانی سازمان‌های مسئول در حفاظت ناکافی از اطلاعات عمومی و خصوصی دیگران، حتی هنگامیکه تعهد قانونی برای حفاظت از این اطلاعات در برابر دسترسی غیرمجاز وجود دارد)، و بی‌اعتمادی به همه سامانه حتی اگر بر پایه طراحی انجام‌شده کار کند مسئله سپردن کلید، موضوعی جنجالی است. تاکنون هیچ سامانه سپردن کلید، طراحی نشده که هر دو ایراد را بر طرف کند و تقریباً همه آنها در برطرف کردن حتی یکی از آنها نیز شکست خورده‌اند.

## جایگزین
سپردن کلید، فعالانه، نیاز به دسترسی به کلیدها را پیش‌بینی می‌کند. یک جایگزین برگشت‌پذیر برای آن، قانون افشای کلید است که بر پایه آن، کاربران، ملزم به در اختیار گذاشتن کلیدها به درخواست سازمان اجرای قانون می‌شوند یا با مجازات قانونی مواجه می‌شوند. قانون افشای کلید، برخی مشکلات فنی و ریسک‌های سامانه‌های سپردن کلید را حل می‌کند اما خطرهای تازه‌ای مانند از دست رفتن کلید و مسائل حقوقی مانند خود گناه‌کار پنداری اجباری را پیش می‌آورد. اصطلاح گنگ بازیابی کلید برای هر دو گونه سامانه، کاربرد دارد.